# 베라트르알데하이드
베라트르알데하이드(영어: veratraldehyde) 또는 3,4-다이메톡시벤즈알데하이드(영어: 3,4-dimethoxybenzaldehyde)는 향미제 및 착취제로 널리 사용되는 유기 화합물이다. 베라트르알데하이드는 구조적으로 벤즈알데하이드와 관련이 있다.
베라트르알데하이드는 기분 좋은 나무향으로 인해 상업적으로 인기가 있다. 베라트르알데하이드는 메틸화에 의해 제조되는 바닐린의 유도체이다.

## 용도
베라트르알데하이드는 아미퀸신, 호퀴질, 피퀴질, 프라조신, 퀴나졸린, 티아파밀, 토보리논, 베라자이드, 베트라부틴을 포함한 일부 의약품 합성의 중간생성물로 사용할 수 있다.

## 같이 보기
- 다이메톡시벤즈알데하이드
- 2,4-다이메톡시벤즈알데하이드
- 2,5-다이메톡시벤즈알데하이드
- 3,4,5-트라이메톡시벤즈알데하이드